# Chitagá (kommun)
Chitagá är en kommun i Colombia.   Den ligger i departementet Norte de Santander, i den centrala delen av landet, 300 km nordost om huvudstaden Bogotá. Antalet invånare är 10 179.